# Grand Prix Malezji 2011
Grand Prix Malezji 2011 – druga runda Mistrzostw Świata Formuły 1 w sezonie 2011.

## Lista startowa
Na niebieskim tle kierowcy biorący udział jedynie w piątkowych treningach
| Nr | Kierowca           | Zespół                       | Samochód            | Silnik               | Opony |
| -- | ------------------ | ---------------------------- | ------------------- | -------------------- | ----- |
| 1  | Sebastian Vettel   | Red Bull Racing              | Red Bull RB7        | Renault RS27-2011    | P     |
| 2  | Mark Webber        | Red Bull Racing              | Red Bull RB7        | Renault RS27-2011    | P     |
| 3  | Lewis Hamilton     | Vodafone McLaren Mercedes    | McLaren MP4-26      | Mercedes-Benz FO108Y | P     |
| 4  | Jenson Button      | Vodafone McLaren Mercedes    | McLaren MP4-26      | Mercedes-Benz FO108Y | P     |
| 5  | Fernando Alonso    | Scuderia Marlboro Ferrari    | Ferrari 150° Italia | Ferrari 056          | P     |
| 6  | Felipe Massa       | Scuderia Marlboro Ferrari    | Ferrari 150° Italia | Ferrari 056          | P     |
| 7  | Michael Schumacher | Mercedes GP Petronas F1 Team | Mercedes MGP W02    | Mercedes-Benz FO108Y | P     |
| 8  | Nico Rosberg       | Mercedes GP Petronas F1 Team | Mercedes MGP W02    | Mercedes-Benz FO108Y | P     |
| 9  | Nick Heidfeld      | Lotus Renault GP Team        | Renault R31         | Renault RS27-2011    | P     |
| 10 | Witalij Pietrow    | Lotus Renault GP Team        | Renault R31         | Renault RS27-2011    | P     |
| 11 | Rubens Barrichello | AT&T WilliamsF1 Team         | Williams FW33       | Cosworth CA2011      | P     |
| 12 | Pastor Maldonado   | AT&T WilliamsF1 Team         | Williams FW33       | Cosworth CA2011      | P     |
| 14 | Adrian Sutil       | Force India Formula One Team | Force India VJM04   | Mercedes-Benz FO108Y | P     |
| 14 | Nico Hülkenberg    | Force India Formula One Team | Force India VJM04   | Mercedes-Benz FO108Y | P     |
| 15 | Paul di Resta      | Force India Formula One Team | Force India VJM04   | Mercedes-Benz FO108Y | P     |
| 16 | Kamui Kobayashi    | Sauber F1 Team               | Sauber C30          | Ferrari 056          | P     |
| 17 | Sergio Pérez       | Sauber F1 Team               | Sauber C30          | Ferrari 056          | P     |
| 18 | Sébastien Buemi    | Scuderia Toro Rosso          | Toro Rosso STR6     | Ferrari 056          | P     |
| 18 | Daniel Ricciardo   | Scuderia Toro Rosso          | Toro Rosso STR6     | Ferrari 056          | P     |
| 19 | Jaime Alguersuari  | Scuderia Toro Rosso          | Toro Rosso STR6     | Ferrari 056          | P     |
| 20 | Heikki Kovalainen  | Team Lotus                   | Lotus T128          | Renault RS27-2011    | P     |
| 20 | Davide Valsecchi   | Team Lotus                   | Lotus T128          | Renault RS27-2011    | P     |
| 21 | Jarno Trulli       | Team Lotus                   | Lotus T128          | Renault RS27-2011    | P     |
| 22 | Narain Karthikeyan | HRT F1 Team                  | Hispania F111       | Cosworth CA2011      | P     |
| 23 | Vitantonio Liuzzi  | HRT F1 Team                  | Hispania F111       | Cosworth CA2011      | P     |
| 24 | Timo Glock         | Marussia Virgin Racing       | Virgin MVR-02       | Cosworth CA2011      | P     |
| 25 | Jérôme d’Ambrosio  | Marussia Virgin Racing       | Virgin MVR-02       | Cosworth CA2011      | P     |
| Nr | Kierowca           | Zespół                       | Samochód            | Silnik               | Opony |

## Wyniki

### Sesje treningowe
| Sesja | Nr | Kierowca       | Konstruktor               | Czas     | Okr. |
| ----- | -- | -------------- | ------------------------- | -------- | ---- |
| 1     | 2  | Mark Webber    | Red Bull-Renault          | 1:37,651 | 22   |
| 2     | 2  | Mark Webber    | Red Bull-Renault          | 1:36,876 | 24   |
| 3     | 3  | Lewis Hamilton | Vodafone McLaren-Mercedes | 1:36,340 | 11   |

### Kwalifikacje

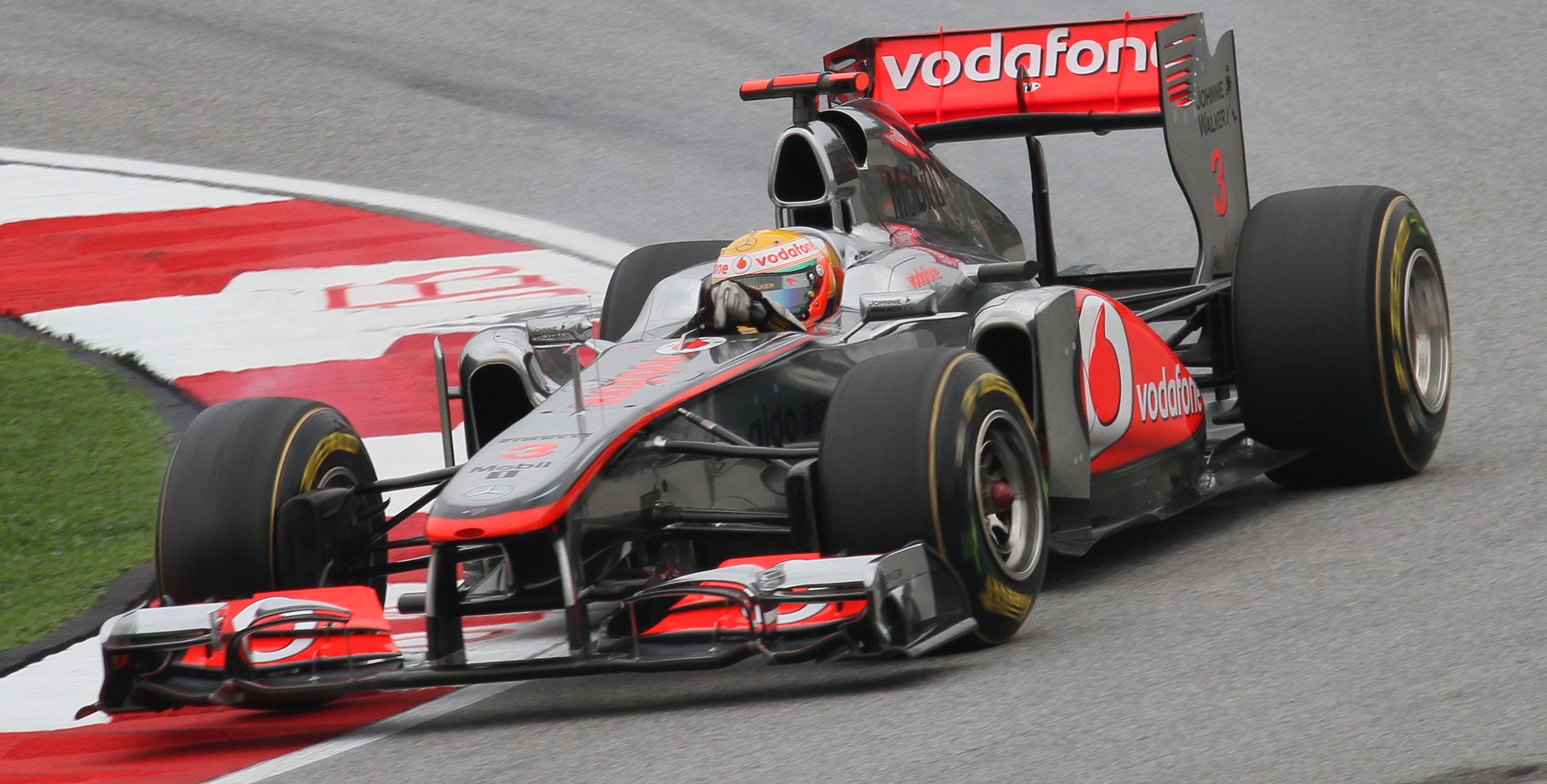
Lewis Hamilton podczas kwalifikacji

Źródło: Wyprzedź Mnie!
| Poz. | Nr | Kierowca           | Konstruktor          | Q1       | Q2       | Q3       | Poz. s. |
| --- | --- | ------------------ | -------------------- | -------- | -------- | -------- | ------- |
| 1 | 1 | Sebastian Vettel   | Red Bull-Renault     | 1:37,468 | 1:35,934 | 1:34,870 | 1       |
| 2 | 3 | Lewis Hamilton     | McLaren-Mercedes     | 1:36,861 | 1:35,852 | 1:34,974 | 2       |
| 3 | 2 | Mark Webber        | Red Bull-Renault     | 1:37,924 | 1:36,080 | 1:35,179 | 3       |
| 4 | 4 | Jenson Button      | McLaren-Mercedes     | 1:37,033 | 1:35,569 | 1:35,200 | 4       |
| 5 | 5 | Fernando Alonso    | Ferrari              | 1:36,897 | 1:36,320 | 1:35,802 | 5       |
| 6 | 9 | Nick Heidfeld      | Renault              | 1:37,224 | 1:36,811 | 1:36,124 | 6       |
| 7 | 6 | Felipe Massa       | Ferrari              | 1:36,744 | 1:36,557 | 1:36,251 | 7       |
| 8 | 10 | Witalij Pietrow    | Renault              | 1:37,210 | 1:36,642 | 1:36,324 | 8       |
| 9 | 8 | Nico Rosberg       | Mercedes             | 1:37,316 | 1:36,388 | 1:36,809 | 9       |
| 10 | 16 | Kamui Kobayashi    | Sauber-Ferrari       | 1:36,994 | 1:36,691 | 1:36,820 | 10      |
| 11 | 7 | Michael Schumacher | Mercedes             | 1:36,904 | 1:37,035 | –        | 11      |
| 12 | 18 | Sébastien Buemi    | Toro Rosso-Ferrari   | 1:37,693 | 1:37,160 | –        | 12      |
| 13 | 19 | Jaime Alguersuari  | Toro Rosso-Ferrari   | 1:37,677 | 1:37,347 | –        | 13      |
| 14 | 15 | Paul di Resta      | Force India-Mercedes | 1:38,045 | 1:37,370 | –        | 14      |
| 15 | 11 | Rubens Barrichello | Williams-Cosworth    | 1:38,163 | 1:37,496 | –        | 15      |
| 16 | 17 | Sergio Pérez       | Sauber-Ferrari       | 1:37,759 | 1:37,528 | –        | 16      |
| 17 | 14 | Adrian Sutil       | Force India-Mercedes | 1:37,693 | 1:37,593 | –        | 17      |
| 18 | 12 | Pastor Maldonado   | Williams-Cosworth    | 1:38,276 | –        | –        | 18      |
| 19 | 20 | Heikki Kovalainen  | Lotus-Renault        | 1:38,645 | –        | –        | 19      |
| 20 | 21 | Jarno Trulli       | Lotus-Renault        | 1:38,791 | –        | –        | 20      |
| 21 | 24 | Timo Glock         | Virgin-Cosworth      | 1:40,648 | –        | –        | 21      |
| 22 | 25 | Jérôme d’Ambrosio  | Virgin-Cosworth      | 1:41,001 | –        | –        | 22      |
| 23 | 23 | Vitantonio Liuzzi  | HRT-Cosworth         | 1:41,549 | –        | –        | 23      |
| 24 | 22 | Narain Karthikeyan | HRT-Cosworth         | 1:42,574 | –        | –        | 24      |
| Poz. | Nr | Kierowca           | Konstruktor          | Q1       | Q2       | Q3       | Poz. s. |
| \| Legenda \| Legenda \| \| ------------------------ \| ---------------------------------------------------------------------------------------------------------------------------------------------------------------------------------------------------------------------------------------------------------------- \| \| Poz. Nr Q1 Q2 Q3 Poz. s. \| Pozycja zajęta w sesji kwalifikacyjnej Numer startowy kierowcy Wynik uzyskany w pierwszej części kwalifikacji Wynik uzyskany w drugiej części kwalifikacji Wynik uzyskany w trzeciej części kwalifikacji Pozycja startowa po uwzględnięniu kar, przesunięć, itp. \| | |                    |                      |          |          |          |         |
| Legenda | |                    |                      |          |          |          |         |
| Poz. Nr Q1 Q2 Q3 Poz. s. | Pozycja zajęta w sesji kwalifikacyjnej Numer startowy kierowcy Wynik uzyskany w pierwszej części kwalifikacji Wynik uzyskany w drugiej części kwalifikacji Wynik uzyskany w trzeciej części kwalifikacji Pozycja startowa po uwzględnięniu kar, przesunięć, itp. |                    |                      |          |          |          |         |

### Wyścig

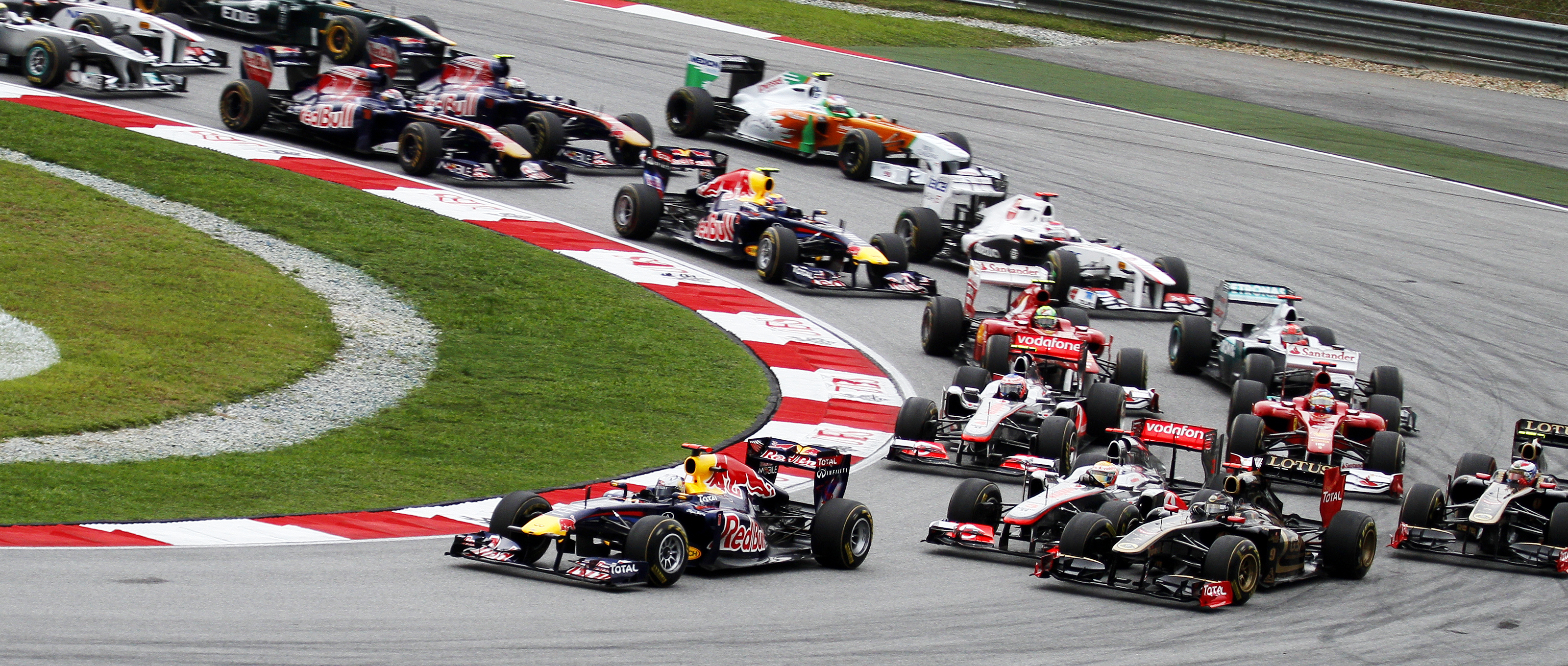
Kierowcy podczas pierwszego okrążenia wyścigu

Źródło: Wyprzedź Mnie!
| P                 | + / –     | Nr | Kierowca           | Konstruktor          | Okr. | Czas / Strata     | Komentarz          |
| ----------------- | --------- | -- | ------------------ | -------------------- | ---- | ----------------- | ------------------ |
| 1                 | Bez zmian | 1  | Sebastian Vettel   | Red Bull-Renault     | 56   | 1h37m39,832       |                    |
| 2                 | 2         | 4  | Jenson Button      | McLaren-Mercedes     | 56   | +0:03,261         |                    |
| 3                 | 3         | 9  | Nick Heidfeld      | Renault              | 56   | +0:25,075         |                    |
| 4                 | 1         | 2  | Mark Webber        | Red Bull-Renault     | 56   | +0:26,384         |                    |
| 5                 | 2         | 6  | Felipe Massa       | Ferrari              | 56   | +0:36,958         |                    |
| 6                 | 1         | 5  | Fernando Alonso    | Ferrari              | 56   | +0:57,248         | [ 4 ]              |
| 7                 | 3         | 16 | Kamui Kobayashi    | Sauber-Ferrari       | 56   | +1:06,439         |                    |
| 8                 | 6         | 3  | Lewis Hamilton     | McLaren-Mercedes     | 56   | +1:09,957         | [ 5 ]              |
| 9                 | 2         | 7  | Michael Schumacher | Mercedes             | 56   | +1:24,896         |                    |
| 10                | 4         | 15 | Paul di Resta      | Force India-Mercedes | 56   | +1:31,563         |                    |
| 11                | 6         | 14 | Adrian Sutil       | Force India-Mercedes | 56   | +1:41,379         |                    |
| 12                | 3         | 8  | Nico Rosberg       | Mercedes             | 55   | + 1 okr.          |                    |
| 13                | 1         | 18 | Sébastien Buemi    | Toro Rosso-Ferrari   | 55   | +1 okr. (27,951)  | [ 6 ]              |
| 14                | 1         | 19 | Jaime Alguersuari  | Toro Rosso-Ferrari   | 55   | +1 okr. (09,387)  |                    |
| 15                | 4         | 20 | Heikki Kovalainen  | Lotus-Renault        | 55   | +1 okr. (00,415)  |                    |
| 16                | 5         | 24 | Timo Glock         | Virgin-Cosworth      | 54   | +2 okr.           |                    |
| 17                | 9         | 10 | Witalij Pietrow    | Renault              | 52   | + 4 okr.          | kolumna kierownicy |
| Niesklasyfikowani |           |    |                    |                      |      |                   |                    |
|                   |           | 23 | Vitantonio Liuzzi  | HRT-Cosworth         | 46   | tylne skrzydło    |                    |
|                   |           | 25 | Jérôme d’Ambrosio  | Virgin-Cosworth      | 42   | silnik            |                    |
|                   |           | 21 | Jarno Trulli       | Lotus-Renault        | 31   | sprzęgło          |                    |
|                   |           | 17 | Sergio Pérez       | Sauber-Ferrari       | 23   | kolizja/elektryka |                    |
|                   |           | 11 | Rubens Barrichello | Williams-Cosworth    | 22   | hydraulika        |                    |
|                   |           | 22 | Narain Karthikeyan | HRT-Cosworth         | 14   | temperatura wody  |                    |
|                   |           | 12 | Pastor Maldonado   | Williams-Cosworth    | 8    | zapłon            |                    |
| P                 | + / –     | Nr | Kierowca           | Konstruktor          | Okr. | Czas / Strata     | Komentarz          |

### Najszybsze okrążenie
Źródło: Wyprzedź Mnie!
| Nr | Kierowca    | Konstruktor      | Czas     | Okr. |
| -- | ----------- | ---------------- | -------- | ---- |
| 2  | Mark Webber | Red Bull-Renault | 1:40.571 | 46   |

## Prowadzenie w wyścigu
| Nr                              | Kierowca         | Okrążenia          | Suma |
| ------------------------------- | ---------------- | ------------------ | ---- |
| 1                               | Sebastian Vettel | 1-13, 15-25, 27-56 | 54   |
| 5                               | Fernando Alonso  | 14, 26             | 2    |
| \| Wykres \| \| ------ \| \| \| |                  |                    |      |
| Wykres                          |                  |                    |      |
|                                 |                  |                    |      |

## Klasyfikacja po wyścigu

### Kierowcy
| P                 | +/− | Kierowca           | Starty | Punkty | P1 | P2 | P3 | PP | NO | NS |
| ----------------- | --- | ------------------ | ------ | ------ | -- | -- | -- | -- | -- | -- |
| 1                 | 0   | Sebastian Vettel   | 2      | 50     | 2  | –  | –  | 2  | –  | –  |
| 2                 | +4  | Jenson Button      | 2      | 26     | –  | 1  | –  | –  | –  | –  |
| 3                 | −1  | Lewis Hamilton     | 2      | 22     | –  | 1  | –  | –  | –  | –  |
| 4                 | +1  | Mark Webber        | 2      | 22     | –  | –  | –  | –  | 1  | –  |
| 5                 | −1  | Fernando Alonso    | 2      | 20     | –  | –  | –  | –  | –  | –  |
| 6                 | +1  | Felipe Massa       | 2      | 16     | –  | –  | –  | –  | 1  | –  |
| 7                 | +5  | Nick Heidfeld      | 2      | 15     | –  | –  | 1  | –  | –  | –  |
| 8                 | −5  | Witalij Pietrow    | 2      | 15     | –  | –  | 1  | –  | –  | –  |
| 9                 | N   | Kamui Kobayashi    | 2      | 6      | –  | –  | –  | –  | –  | 1  |
| 10                | −2  | Sébastien Buemi    | 2      | 4      | –  | –  | –  | –  | –  | –  |
| 11                | −2  | Adrian Sutil       | 2      | 2      | –  | –  | –  | –  | –  | –  |
| 12                | N   | Michael Schumacher | 2      | 2      | –  | –  | –  | –  | –  | 1  |
| 13                | −3  | Paul di Resta      | 2      | 2      | –  | –  | –  | –  | –  | –  |
| 14                | −3  | Jaime Alguersuari  | 2      | 0      | –  | –  | –  | –  | –  | –  |
| 15                | N   | Nico Rosberg       | 2      | 0      | –  | –  | –  | –  | –  | 1  |
| 16                | −3  | Jarno Trulli       | 2      | 0      | –  | –  | –  | –  | –  | 1  |
| 17                | −3  | Jérôme d’Ambrosio  | 2      | 0      | –  | –  | –  | –  | –  | 1  |
| 18                | N   | Heikki Kovalainen  | 2      | 0      | –  | –  | –  | –  | –  | 1  |
| 19                | N   | Timo Glock         | 2      | 0      | –  | –  | –  | –  | –  | 1  |
| Niesklasyfikowani |     |                    |        |        |    |    |    |    |    |    |
| –                 |     | Rubens Barrichello | 2      | –      | –  | –  | –  | –  | –  | 2  |
| –                 |     | Pastor Maldonado   | 2      | –      | –  | –  | –  | –  | –  | 2  |
| –                 |     | Vitantonio Liuzzi  | 1      | –      | –  | –  | –  | –  | –  | 1  |
| –                 |     | Sergio Pérez       | 2      | –      | –  | –  | –  | –  | –  | 2  |
| –                 |     | Narain Karthikeyan | 1      | –      | –  | –  | –  | –  | –  | 1  |
| P                 | +/− | Kierowca           | Starty | Punkty | P1 | P2 | P3 | PP | NO | NS |

### Konstruktorzy
| P                 | +/− | Konstruktor          | Starty | Punkty | P1 | P2 | P3 | PP | NO | NS |
| ----------------- | --- | -------------------- | ------ | ------ | -- | -- | -- | -- | -- | -- |
| 1                 | 0   | Red Bull-Renault     | 4      | 72     | 2  | –  | –  | 2  | 1  | –  |
| 2                 | 0   | McLaren-Mercedes     | 4      | 48     | –  | 2  | –  | –  | –  | –  |
| 3                 | 0   | Ferrari              | 4      | 36     | –  | –  | –  | –  | 1  | –  |
| 4                 | 0   | Renault              | 4      | 30     | –  | –  | 2  | –  | –  | –  |
| 5                 | N   | Sauber-Ferrari       | 4      | 6      | –  | –  | –  | –  | –  | 2  |
| 6                 | −1  | Toro Rosso-Ferrari   | 4      | 4      | –  | –  | –  | –  | –  | –  |
| 7                 | −1  | Force India-Mercedes | 4      | 4      | –  | –  | –  | –  | –  | –  |
| 8                 | N   | Mercedes             | 4      | 2      | –  | –  | –  | –  | –  | 2  |
| 9                 | −2  | Lotus-Renault        | 4      | 0      | –  | –  | –  | –  | –  | 2  |
| 10                | −2  | Virgin-Cosworth      | 4      | 0      | –  | –  | –  | –  | –  | 2  |
| Niesklasyfikowani |     |                      |        |        |    |    |    |    |    |    |
| –                 |     | Williams-Cosworth    | 4      | –      | –  | –  | –  | –  | –  | 4  |
| –                 |     | HRT-Cosworth         | 2      | –      | –  | –  | –  | –  | –  | 2  |
| P                 | +/− | Konstruktor          | Starty | Punkty | P1 | P2 | P3 | PP | NO | NS |